# Yaginumaella wangdica
Yaginumaella wangdica là một loài nhện trong họ Salticidae. Loài này được phát hiện ở Bhutan.